# マラソンマン (映画)
『マラソンマン』（Marathon Man）は1976年のアメリカ合衆国のスリラー映画。監督はジョン・シュレシンジャー、出演はダスティン・ホフマンとローレンス・オリヴィエなど。ウィリアム・ゴールドマンの同名小説の映画化。原作者のゴールドマンが脚本も兼ねたので原作に忠実に描かれている。小説と映画の両者とも、ナチス残党の歯科医が歯にドリルを突き立ててベーブを拷問するという非常に生々しいシーンで有名になった。

## ストーリー
ある日、ニューヨークの街中で、ドイツ人とユダヤ人が運転する車が事故を起こし、運転していた二人が死亡する。死亡したドイツ人クラウス・ゼルは、元ナチ党員クリスティアン・ゼル博士の兄だった。その頃、実業家ドクはフランス人ルクレールと取引の予定を取り付けるが、滞在先のホテルで何者かに命を狙われ、ルクレールも殺されてしまう。兄クラウスが死んだことを知ったゼルは、亡命先のウルグアイから秘密裏にニューヨークに向かった。
ドクの弟で、コロンビア大学の大学院生でマラソン好きのベーブは、大学で知り合ったスイス人エルザと恋仲になり兄に紹介するが、ドクは彼女がスイス人ではないことを見抜き、弟に近付かないように警告する。その日の夜、ドクは秘密裏に入国したゼルと接触して取引を行うが、その際にゼルに刺されてしまう。ドクは重傷を負いながらベーブのアパートに逃げ込むが、そこで力尽きて死んでしまう。警察はベーブに事情を聞くが、彼は自分が犯人扱いされたことで警察に怒りをぶつける。事情聴取が終わった後、ドクの知り合いで、政府の「支局」という組織のメンバーを後に名乗るジェインウェイが現れ、第二次世界大戦中にアウシュヴィッツ＝ビルケナウ強制収容所のユダヤ人から命と引き換えにゼルが巻き上げたダイヤモンドを銀行から引き出す役を、ドクが請け負っていたことを語り、ベーブの身にも危険が迫っていることを伝える。
ジェインウェイが帰った後、一人になったベーブはゼルの部下に連れ去られ、ゼルから尋問を受ける。しかし、そこにジェインウェイが現れてベーブを助け出して脱出する。ジェインウェイは「ドクから何か聞いていないか」と尋ねるが、ベーブは「何も知らない」と返答する。ジェインウェイは実はゼルの所属するナチス組織の一員であり、ベーブはゼルの元に連れ戻され、ゼルから拷問を受ける。ベーブが何も知らないことを悟ったゼルは部下に口封じを命じるが、ベーブは隙を突いて脱出し、エルザに助けを求める。エルザはベーブを車に乗せて郊外の隠れ家に向かうが、そこはクラウス・ゼルの住み家だった。エルザがゼルの仲間だと知ったベーブは彼女を人質にし、追跡して来たジェインウェイたちと対峙する。ベーブはジェインウェイからゼルの居場所を聞き出すが、彼の部下が発砲しようとしたため銃撃戦となり、ベーブはジェインウェイたちを射殺するが、彼を庇おうとしたエルザもジェインウェイの銃弾を受けて命を落とす。
ゼルは銀行からダイヤモンドを受け取り国外に脱出しようとするが、待ち伏せしていたベーブに捕まり、セントラル・パークの排水処理場に連れ出される。ゼルはそこでベーブを取り込もうとするが、ベーブは聞き入れずに「ダイヤを飲み込め」と命令し、ダイヤモンドを水の中に投げ捨て始める。ゼルは仕込みナイフでベーブに襲いかかり、二人はダイヤの入ったスーツケースを巡って揉み合いとなり、スーツケースを水の中に落としてしまう。ゼルは拾いに行こうとするが、足を踏み外して階段から転落し、仕込みナイフが胸に刺さって死んでしまう。廃水処理場を出たベーブは貯水湖に銃を投げ捨て、マラソンコースを歩いて行く。

## キャスト
| 役名                     | 俳優                     | 日本語吹替                                                   |
| 役名                     | 俳優                     | テレビ朝日版                                                 |
| ------------------------ | ------------------------ | ------------------------------------------------------------ |
| ベーブ・レヴィ           | ダスティン・ホフマン     | 野沢那智                                                     |
| クリスティアン・ゼル博士 | ローレンス・オリヴィエ   | 早野寿郎                                                     |
| ドク・レヴィ             | ロイ・シャイダー         | 羽佐間道夫                                                   |
| ペーター・ジェインウェイ | ウィリアム・ディヴェイン | 中田浩二                                                     |
| エルザ・オペル           | マルト・ケラー           | 中島葵                                                       |
| ビーゼンタール教授       | フリッツ・ウィーヴァー   | 大木民夫                                                     |
| カール                   | リチャード・ブライト     |                                                              |
| エアハルト               | マーク・ローレンス       | 藤本譲                                                       |
| メレンデス               | ティート・ゴヤ           |                                                              |
| ルクレール               | ジャック・マラン         |                                                              |
| 不明 その他              |                          | 上田敏也 飯塚昭三 寄山弘 宮内幸平 北村弘一 加藤正之 長堀芳夫 |
|                          |                          |                                                              |
| 演出                     | 演出                     | 小林守夫                                                     |
| 翻訳                     | 翻訳                     | 篠原慎                                                       |
| 効果                     |                          |                                                              |
| 調整                     |                          |                                                              |
| 制作                     | 制作                     | 東北新社                                                     |
| 解説                     | 解説                     | 淀川長治                                                     |
| 初回放送                 | 初回放送                 | 1980年10月12日 『日曜洋画劇場』                              |

※日本語音声はソフト未収録

## 日本語字幕
高瀬鎮夫

## 作品の評価
Rotten Tomatoesによれば、43件の評論のうち高評価は81%にあたる35件で、平均点は10点満点中7.4点、批評家の一致した見解は「『マラソンマン』は、ローレンス・オリヴィエの冷たく恐ろしい演技とウィリアム・ゴールドマンの頭脳的な脚本によって、忍耐強いミステリーから脈打つスリラーまで全てを網羅している。」となっている。
Metacriticによれば、7件の評論のうち、高評価は5件、賛否混在は1件、低評価は1件で、平均点は100点満点中64点となっている。